# Маннсвілл (Оклахома)
Маннсвілл (англ. Mannsville) — місто (англ. town) в США, в окрузі Джонстон штату Оклахома. Населення — 728 осіб (2020).

## Географія
Маннсвілл розташований за координатами 34°10′58″ пн. ш. 96°53′41″ зх. д. / 34.18278° пн. ш. 96.89472° зх. д. (34.182740, -96.894766).  За даними Бюро перепису населення США в 2010 році місто мало площу 8,50 км², з яких 8,44 км² — суходіл та 0,06 км² — водойми.

## Демографія
Згідно з переписом 2010 року, у місті мешкали 863 особи в 319 домогосподарствах у складі 240 родин. Густота населення становила 101 особа/км².  Було 379 помешкань (45/км²).
Расовий склад населення:
| - 75,9 % — білих - 10,9 % — корінних американців - 0,1 % — азіатів - 3,6 % — осіб інших рас |

До двох чи більше рас належало 9,5 %. Частка іспаномовних становила 6,1 % від усіх жителів.
За віковим діапазоном населення розподілялося таким чином: 28,3 % — особи молодші 18 років, 59,1 % — особи у віці 18—64 років, 12,6 % — особи у віці 65 років та старші. Медіана віку мешканця становила 36,8 року. На 100 осіб жіночої статі у місті припадало 100,2 чоловіків;  на 100 жінок у віці від 18 років та старших — 97,1 чоловіків також старших 18 років.
Середній дохід на одне домашнє господарство  становив 44 944 долари США (медіана — 40 804), а середній дохід на одну сім'ю — 50 202 долари (медіана — 45 682). Медіана доходів становила 35 500 доларів для чоловіків та 20 956 доларів для жінок. За межею бідності перебувало 23,8 % осіб, у тому числі 33,6 % дітей у віці до 18 років та 11,6 % осіб у віці 65 років та старших.
Цивільне працевлаштоване населення становило 313 особи. Основні галузі зайнятості: виробництво — 32,3 %, освіта, охорона здоров'я та соціальна допомога — 15,0 %, роздрібна торгівля — 11,5 %, мистецтво, розваги та відпочинок — 8,9 %.